# Institut de Recerca i Tecnologia Agroalimentàries
L'Institut de Recerca i Tecnologia Agroalimentàries (IRTA) és una empresa pública adscrita al Departament d'Acció Climàtica, Alimentació i Agenda Rural de la Generalitat de Catalunya i subjecta al dret privat. Va ser creada el 1985 i el seu fundador fou Josep Tarragó i Colominas, director general fins al 2008. El va rellevar Josep Maria Monfort i Bolívar, que va ser director de 2008 a 2018. Des de juliol de 2018 ocupa el càrrec Josep Usall i Rodié.
La finalitat de l'entitat és contribuir a la modernització, a la millora i l'impuls de la competitivitat, al desenvolupament sostenible dels sectors agrari, alimentari, agroforestal, aqüícola i pesquer, i també dels directament o indirectament relacionats amb el proveïment d'aliments sans i de qualitat als consumidors finals; a la seguretat alimentària i a la transformació dels aliments, i, en general, a la millora del benestar i la salut de la població.
La seu de l'IRTA i dels seus serveis corporatius es troba a la Torre Marimon, a Caldes de Montbui. Disposa de centres propis a Barcelona (IRTA Cabrils, IRTA-CReSA), Lleida (IRTA Fruitcentre, Estació Experimental de Lleida, IRTA Lleida Agrònoms, Granja Experimental d'Alcarràs), Tarragona (IRTA la Ràpita, IRTA Mas Bové, IRTA Amposta) i Girona (IRTA Monells i IRTA Mas Badia). A més, l'IRTA està consorciat amb el CRAG i el CREDA.
El 2021, el personal propi de l'Institut era format per 882 persones (26% personal R+D, 10,7% de doctorands). L'estructura científica de l'IRTA consta de 3 àrees de programes de recerca fonamentals: Indústries Agroalimentàries, Producció Vegetal i Producció Animal, amb un programa transversal d'Economia agroalimentària.